# Курилски бобтејл
Курилски бобтејл је раса мачака (или група раса, у зависности од регистра) која потиче са руских Курилских острва, као и са острва Сахалин и полуострва Камчатка у Русији.
Може бити краће или дуге длаке, има полу-капаст тип тела и изразит кратак, паперјаст реп. Леђа су благо закривљена са задњим ногама дужим од предњих, слично као код Манкса. Раса се такође назива бобтејл Курилских острва а може бити насловљена и без речи „бобтејл“. Оригинална краткодлака варијанта је природно формирана раса, и присутна је на Курилским острвима преко 200 година.
Као селективно узгајани кућни љубимци, популарни су у СССР-у и донекле у другим деловима Европе, посебно због способности лова на глодаре, од средине 20. века, али је врста ретка појава у Северној Америци.
Међународна асоцијација мачака (ТИЦА) признаје Курилски бобтејл као расну групу сродних краткодлаких и (полу) дугодлаких раса, које их сматра „напредним новим расама“ неподобним за статус шампиона.
Иако је вероватно блиско повезан са јапанском расом бобтејла – обе имају исту врсту савијеног, кратког репа, али је јапанска врста мршавија и другачијег облика тела.